# Pablo Lavallén
Pablo Hernán Lavallén (Buenos Aires, 7 de setembro de 1972) é um treinador ex-futebolista profissional argentino que atuava como defensor.

## Carreira

### River Plate
Pablo Lavallén se profissionalizou, e integrou o River Plate na campanha vitoriosa da Libertadores da América de 1996.

## Títulos
River Plate
- Primera Division Argentina: Apertura 1991, Apertura 1993, Apertura 1994
- Taça Libertadores da América: 1996